# Феллоуз, Ньютон, 4-й граф Портсмут
Ньютон Феллоуз, 4-й граф Портсмут (англ. Newton Fellowes, 4th Earl of Portsmouth ; 26 июня 1772 — 9 января 1854) — английский политик. Он был известен как Достопочтенный Ньютон Уоллоп с 1772 по 1794 год и Достопочтенный Ньютон Феллоуз с 1794 по 1853 год.

## Происхождение и образование
Родился 26 июня 1772 года. Третий сын Джона Уоллопа, 2-го графа Портсмута (1742—1797), и Урании Феллоуз (1742—1812). Он получил образование в Итонском колледже и в Тринити-колледже в Кембридже, получив степень магистра искусств в 1792 году.

## Карьера
В 1794 году он унаследовал поместья своего дяди Генри Артура Феллоуза в Эггесфорде в графстве Девон, взяв имя и герб Феллоуз.
Ньютон Феллоуз заседал в Палате общин Великобритании от Андовера (1802—1820) и Северного Девона (1832—1837).
В июле 1853 года после смерти своего старшего брата, Джона Уоллопа, 3-го графа Портсмута (1767—1853), Ньютон Феллоуз унаследовал титул 4-го графа Портсмута.
Некролог описал Феллоуза как «всегда ревностного и энергичного сторонника либеральной политики, но при в то же время его манеры были сердечными и примирительными по отношению ко всем сторонам». Он сыграл важную роль в строительстве дороги между Эксетером и Барнстаплом, а позже продвинул железную дорогу в Северном Девоне.

## Браки и дети
Феллоуз был женат дважды. 30 января 1795 года он женился первым браком на Фрэнсис Шерард (? — 15 марта 1819), дочери преподобного Кастелла Шерарда, от брака с которой у него было два сына и три дочери:
- Леди Генриетта Кэролайн Феллоуз (2 октября 1798 — 2 января 1880), в 1826 году она вышла замуж за Джозефа Чичестера Нэгла (1792—1880).
- Генри Артур Уоллоп Феллоуз (29 октября 1799 — 15 февраля 1847), член парламента от Андовера, умерший раньше своего отца.
- Ньютон Джон Александр Феллоуз (27 марта 1801 — сентябрь 1801), умер в младенчестве.

24 июня 1820 года он женился вторым браком на леди Кэтрин Фортескью (30 августа 1786 — 17 апреля 1854), дочери Хью Фортескью, 1-го графа Фортескью (1753—1841). У супругов были один сын и три дочери:
- Леди Кэтрин Генриетта Феллоуз (1821 — 9 сентября 1900), в 1843 году она вышла замуж за Сеймура Филлипса Аллена (ум. 1861).
- Исаак Ньютон Уоллоп, 5-й граф Портсмут (11 января 1825 — 4 октября 1891), преемник отца.
- Леди Эстер Урания Уоллоп (? — 30 июля 1887), в 1847 году она вышла замуж за Ральфа Меррика Лика (1813—1882).
- Леди Камилла Элеонора Уоллоп (? — 5 августа 1920), в 1852 году она вышла замуж за своего двоюродного брата, достопочтенного Дадли Фортескью.

81-летний лорд Портсмут скончался 9 января 1854 года. Ему наследовал его единственный сын от второго брака, Исаак Ньютон Уоллоп, 5-й граф Портсмут.